# Championnats panarabes d'athlétisme 1989
Navigation
Édition précédente Édition suivante
Les Championnats arabes d'athlétisme 1989 se sont déroulés  en Égypte.
L'Algérie a remporté  les jeux devant le Maroc avec 15 titres contre 11. Yasmina Azzizi a de nouveau été la meilleure athlète des jeux avec 4 médailles d'or, alors que Khalid Jomâa de Bahreïn a été choisi comme l'athlète le plus rapide. À noter également le doublé de Brahim Boutayeb et la meilleure performance des jeux réalisée par le Koweïtien Marzoug El Youha.

## Résultats

### Hommes
| Event                 | Or                           | Or              | Argent                      | Argent          | Bronze                              | Bronze          |
| --------------------- | ---------------------------- | --------------- | --------------------------- | --------------- | ----------------------------------- | --------------- |
| 100 mètres            | Khalid Jomâa Bahreïn         | 10 s 2          | Abdallah Al-Khalidi Oman    | 10 s 3          | Jassem Mahboob Qatar                | 10 s 4          |
| 200 mètres            | Khalid Jomâa Bahreïn         | 20 s 7          | Abdallah Al-Khalidi Oman    | 21 s            | Ibrahim Ismaïl Qatar                | 21 s            |
| 400 mètres            | Mohamed Amer El-Maliki Oman  | 45 s 56         | Ibrahim Ismaïl Qatar        | 46 s 61         | Abdelâaly Kasban Maroc              | 46 s 67         |
| 800 mètres            | Ahmed Belgacem Algérie       | 1 min 52 s 8    | Rachid El Basir Maroc       | 1 min 53 s 1    | Bouazza Naouala Algérie             | 1 min 53 s 2    |
| 1 500 mètres          | Mustapha Lachâal Maroc       | 3 min 41 s      | Abdelaziz Sahere Maroc      | 3 min 41 s 5    | Mahmoud Kalboussi Tunisie           | 3 min 41 s 7    |
| 5 000 mètres          | Brahim Boutayeb Maroc        | 14 min 5 s 7    | Khalid Skah Maroc           | 14 min 7 s      | Habib Romdhani Tunisie              | 14 min 10 s 7   |
| 10 000 mètres         | Brahim Boutayeb Maroc        | 29 min 42 s 5   | Hammou Boutayeb Maroc       | 29 min 43 s 7   | Abderrazak Guetari Tunisie          | 29 min 57 s 3   |
| 3000 mètres steeple   | Azzedine Brahmi Algérie      | 8 min 54 s 4    | Hassan Ahrouche Maroc       | 8 min 54 s 4    | Mohamed Suleiman Qatar              | 8 min 54 s 4    |
| 110 mètres haies      | Noureddine Tajine Algérie    | 13 s 7          | Zyed Abderrazak Koweït      | 14 s            | Khalid Abdallah Bahreïn             | 14 s            |
| 400 mètres haies      | Ahmed Ghanem Égypte          | 50 s 3          | Saïd Aberkane Maroc         | 50 s 8          | Abdelhak Tahama Maroc               | 50 s 8          |
| Saut en hauteur       | Othman Belfaâ Algérie        | 2,16 m          | Abdallah Esheeb Qatar       | 2,16 m          | Karim Abdennour Algérie             | 2,06 m          |
| Saut à la perche      | Oualid Zayed Qatar           | 4,80 m          | Ahmed Kassem Qatar          | 4,80 m          | Choukri Abahnini Tunisie            | 4,70 m          |
| Saut en longueur      | Youssef Awadh Égypte         | 7,59 m          | Ahmed Hassan Égypte         | 7,44 m          | Abdallah Esheeb Qatar               | 7,36 m          |
| Triple saut           | Marzoug El Youha Koweït      | 16,68 m         | Abdelkader Kellouch Algérie | 16,03 m         | Sameh Farhan Koweït                 | 15,41 m         |
| Lancer du poids       | Ahmed Mohamed Ashoush Égypte | 18,29 m         | Khalid Wajih Irak           | 17,47 m         | Khalid Suleiman Arabie saoudite     | 17,16 m         |
| lancer du disque      | Mohamed Naguib Hamed Égypte  | 55,44 m         | Hassen Hammad Égypte        | 53,59 m         | Ibrahim El-Ouairan Arabie saoudite  | 49,76 m         |
| Lancer du marteau     | Hakim Toumi Algérie          | 69,64 m         | Walid El Bekhit Koweït      | 67,80 m         | Hassan Chahine Maroc                | 67,30 m         |
| Lancer du javelot     | Ghanem Jawhar Koweït         | 70,02 m         | Ahmed Houry Syrie           | 62,54 m         | Abdelâadhim Aliouet Arabie saoudite | 58,44 m         |
| Décathlon             | Abdennacer Moumen Maroc      | 7215 pts        | Mourad Mahour Bacha Algérie | 7168 pts        | Meshâal Edheouihi Koweït            | 6701 pts        |
| 20 km marche          | Mohamed Bouhalla Algérie     | 1 h 48 min 42 s | Abdelwahab Fergane Algérie  | 1 h 51 min 52 s | Ahmed Abdelhamid Égypte             | 1 h 56 min 53 s |
| 50 km marche          | Hamid Rahouli Algérie        | 4 h 58 min 32 s | Mustapha Boulal Maroc       | 5 h 10 min 15 s | Arezki Boumerar Algérie             | 5 h 31 min 14 s |
| Marathon              | Mohamed Lamine Algérie       | 2 h 21 min 57 s | Moussa Al-Hariri Syrie      | 2 h 32 min 12 s | Abdelkarim Abbes Irak               | 2 h 35 min 32 s |
| Relais 4 × 100 mètres | Algérie                      | 40 s 8          | Égypte                      | 41 s 2          | Bahreïn                             | 41 s 3          |
| Relais 4×400 mètres   | Maroc                        | 3 min 8 s 8     | Oman                        | 3 min 9 s 5     | Algérie                             | 3 min 9 s 6     |

### Dames
| Event                 | Or                           | Or             | Argent                                                                     | Argent          | Bronze                       | Bronze         |
| --------------------- | ---------------------------- | -------------- | -------------------------------------------------------------------------- | --------------- | ---------------------------- | -------------- |
| 100 mètres            | Yasmina Azzizi Algérie       | 11 s 8         | Méryem Oumezdi Maroc                                                       | 11 s 9          | Karima Meskine Égypte        | 12 s           |
| 200 mètres            | Karima Meskine Égypte        | 23 s 8         | Wafa Bashir Asr Égypte                                                     | 24 s 5          | Latifa Lahsan Maroc          | 24 s 8         |
| 400 mètres            | Dina Saâdoun Irak            | 54 s 7         | Karima Meskine Égypte                                                      | 54 s 8          | Hend Kabaoui Tunisie         | 56 s 2         |
| 800 mètres            | Hassiba Boulmerka Algérie    | 2 min 8 s19    | Fatima Maâma Maroc                                                         | 2 min 10 s 5    | Najet Ouaâli Maroc           | 2 min 15 s 3   |
| 1 500 mètres          | Fatima Aouam Maroc           | 4 min 21 s 9   | Fatima Maâma Maroc                                                         | 4 min 26 s 9    | Mbarka Hadj Abdallah Algérie | 4 min 30 s 4   |
| 3 000 mètres          | Fatima Aouam Maroc           | 9 min 23 s 9   | Mbarka Hadj Abdallah Algérie                                               | 9 min 26 s 8    | Souad Nagour Maroc           | 9 min 41 s 8   |
| 10 000 mètres         | Hassania Darami Maroc        | 34 min 55 s 6  | Souad Nagour Maroc                                                         | 35 min 32 s 7   | Mbarka Hadj Abdallah Algérie | 36 min 23 s 6  |
| 100 mètres haies      | Yasmina Azzizi Algérie       | 13 s '         | Nezha Bidouane Maroc                                                       | 14 s            | Fatima Najm Maroc            | 14 s "         |
| 400 mètres haies      | Dina Saâdoun Irak            | 58 s 8         | Hend Kabaoui Tunisie                                                       | 59 s            | Nezha Bidouane Maroc         | 60 s 3         |
| Saut en hauteur       | Yasmina Azzizi Algérie       | 1,73 m         | Nacéra Zaaboub-Achir Algérie                                               | 1,67 m          | Nadia Hatitou Maroc          | 1,67 m         |
| Saut en longueur      | Hend Kabaoui Tunisie         | 5,62 m         | Yasmina Azzizi Algérie                                                     | 5,61 m          | Nashwa Abdelhay Égypte       | 5,60 m         |
| Lancer du poids       | Hanan Khaled Égypte          | 15 m           | Aicha Dahmous Algérie                                                      | 14,08 m         | Latifa Nefzaoui Tunisie      | 13,75 m        |
| lancer du disque      | Hanan Khaled Égypte          | 53,46 m        | Zoubida Laayouni Maroc                                                     | 52,12 m         | Nabila Mouelhi Tunisie       | 47,08 m        |
| Lancer du javelot     | Yasmina Azzizi Algérie       | 51,08 m        | Hayet Ben Slama Tunisie                                                    | 47,40 m         | Roukia Ramoudi Maroc         | 47,24 m        |
| Marathon              | Zohra Akrachi Maroc          | 4 h 23 min 1 s | Asma Larbi Tunisie                                                         | 4 h 28 min 48 s |                              |                |
| Heptathlon            | Nacéra Zaaboub-Achir Algérie | 5553 pts       | Houayda Hashem Ismaïl Égypte                                               | 4478 pts        | Hédia Zalila Tunisie         | 4421 pts       |
| 10 km marche          | Amany Adel Égypte            | 1 h 3 min 13 s | Meriem Kouch Maroc                                                         | 1 h 6 min 30 s  | Messaouda Fridji Algérie     | 1 h 9 min 43 s |
| Relais 4 × 100 mètres | Maroc                        | 47 s           | Égypte                                                                     | 47 s 3          | Algérie                      | 47 s 7         |
| Relais 4×400 mètres   | Maroc                        | 3 min 44 s 3   | Égypte Karima Miskin Saad Huda Hashem Ismail Wafa Bashir Rania Mohamed Ali | 3 min 51 s 5    | Tunisie                      | 3 min 54 s 9   |

## Tableau des médailles

### Hommes
| Rang | Nation              | Or | Argent | Bronze | Total |
| ---- | ------------------- | -- | ------ | ------ | ----- |
| 1    | Algérie             | 9  | 3      | 4      | 16    |
| 2    | Maroc               | 5  | 7      | 3      | 15    |
| 3    | Égypte              | 4  | 3      | 1      | 8     |
| 4    | Koweït              | 2  | 2      | 2      | 6     |
| 5    | Bahreïn             | 2  | 0      | 2      | 4     |
| 6    | Qatar               | 1  | 3      | 4      | 8     |
| 7    | Oman                | 1  | 3      | 0      | 4     |
| 8    | Syrie               | 0  | 2      | 0      | 2     |
| 9    | Irak                | 0  | 1      | 1      | 2     |
| 10   | Tunisie             | 0  | 0      | 4      | 4     |
| 11   | Arabie saoudite     | 0  | 0      | 3      | 3     |
| 12   | Jordanie            | 0  | 0      | 0      | 0     |
| 12   | Soudan              | 0  | 0      | 0      | 0     |
| 12   | Émirats arabes unis | 0  | 0      | 0      | 0     |
| 12   | Palestine           | 0  | 0      | 0      | 0     |
| 12   | Yémen               | 0  | 0      | 0      | 0     |
| -    | Total               | 24 | 24     | 24     | 72    |

### Dames
| Rang | Nation   | Or | Argent | Bronze | Total |
| ---- | -------- | -- | ------ | ------ | ----- |
| 1    | Maroc    | 6  | 7      | 7      | 20    |
| 2    | Algérie  | 6  | 4      | 4      | 14    |
| 3    | Égypte   | 4  | 5      | 2      | 11    |
| 4    | Irak     | 2  | 0      | 0      | 2     |
| 5    | Tunisie  | 1  | 3      | 5      | 9     |
| 6    | Jordanie | 0  | 0      | 0      | 0     |
| 6    | Syrie    | 0  | 0      | 0      | 0     |
| -    | Total    | 19 | 19     | 18     | 56    |